# Massimo Stanzione

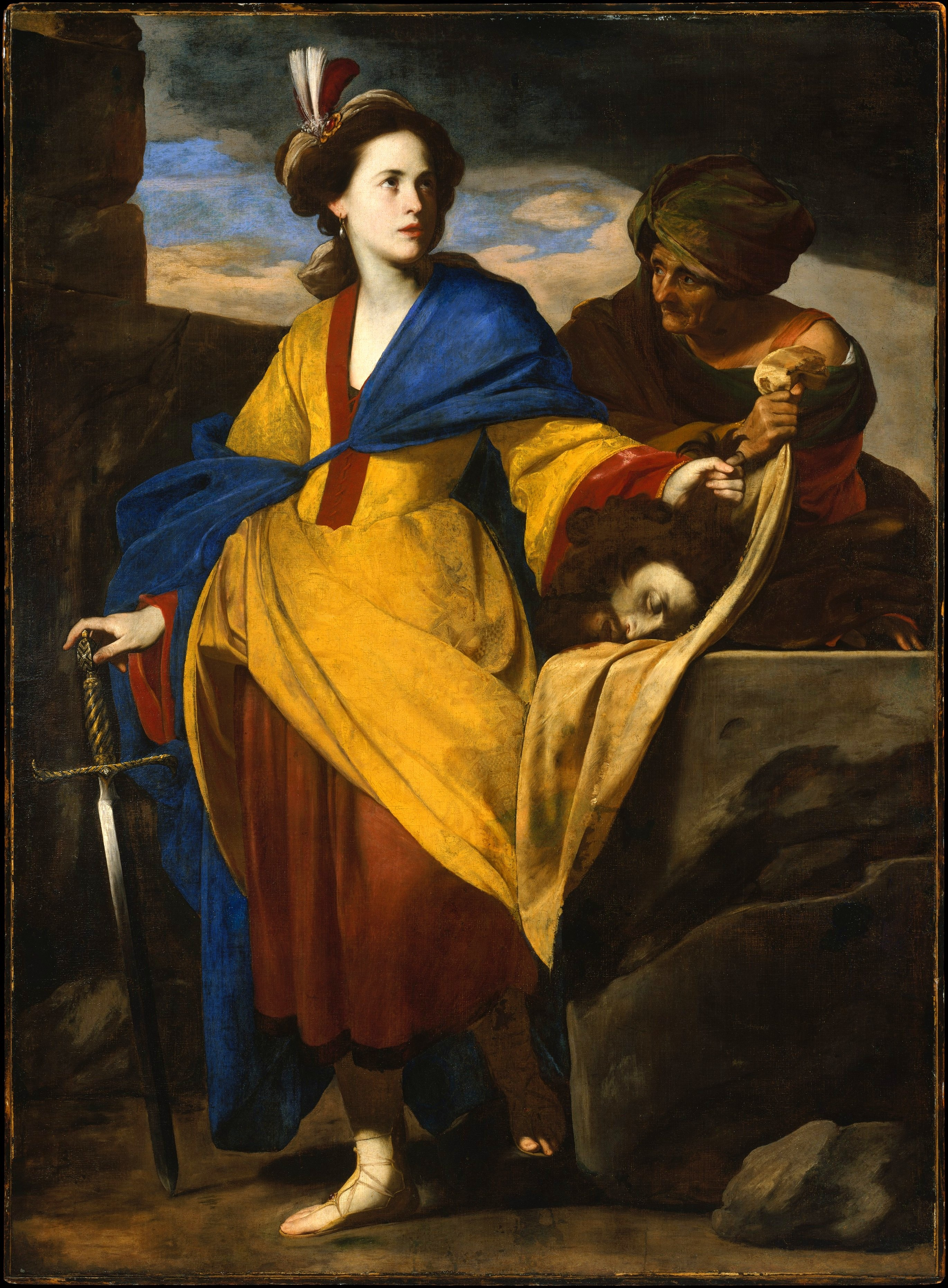
Judyta z głową Holofernesa (1630-35)

Massimo Stanzione (ur. w 1585 w Orta di Atella, zm. ok. 1656 w Neapolu) – włoski malarz okresu baroku.
Zwany był neapolitańskim Guido Renim. Rywalizował z Riberą w malowaniu naturalistycznych scen religijnych w stylu Caravaggia. Wykonał freski w wielu kościołach w Neapolu (m.in. w Gesū Nuovo, San Martino, San Paolo Maggiore i w  katedrze San Gennaro).

## Wybrane dzieła
- Judyta z głową Holofernesa (1630-35) – Nowy Jork, Metropolitan Museum of Art,
- Kazanie Jana Chrzciciela – Madryt, Prado,
- Kleopatra – St. Petersburg, Ermitaż,
- Madonna z Dzieciątkiem (1640-45) – Paryż, Luwr,
- Pietà (1916-21) – Rzym, Galleria Nazionale d’Arte Antica,
- Pietà – Neapol, San Martino,
- Salome z głową Jana Chrzciciela  – Manchester, City Galleries,
- Ścięcie Jana Chrzciciela – Madryt, Prado,
- Śmierć Kleopatry (ok. 1640) – St. Petersburg, Ermitaż,
- Św. Agata w więzieniu – Neapol, Museo di Capodimonte.